# Oligoelemento
Para los elementos de la geoquímica véase elementos traza
Los oligoelementos, a veces llamados bioelementos secundarios, son bioelementos presentes en pequeñas cantidades en los seres vivos y tanto su ausencia como su exceso puede ser perjudicial para el organismo, llegando a ser hepatotóxicos. Además de los cuatro elementos de los que se compone mayoritariamente la vida (carbono, hidrógeno, oxígeno y nitrógeno), existe una gran variedad de elementos químicos esenciales. Las plantas los absorben de los minerales disueltos en el suelo, y de ahí pasan a los heterótrofos. Se sabe que existen grandes organismos que consumen suelo (geofagia) y visitan yacimientos minerales, de sal, por ejemplo, para conseguir los oligoelementos necesarios en su dieta. 
Los oligoelementos tienen al menos cinco funciones en los organismos vivos. Algunos son parte integral de los centros catalíticos en los que suceden las reacciones necesarias para la vida. Los oligoelementos participan en la atracción de moléculas de sustrato y su conversión en productos finales específicos. Ciertos oligoelementos ceden o aceptan electrones en reacciones de oxidación o reducción. Varios oligoelementos tienen funciones estructurales, proporcionan estabilidad y una estructura tridimensional a ciertas moléculas biológicas importantes, otros ejercen funciones de regulación. Controlan procesos biológicos importantes a través de ciertas acciones, entre ellas la activación hormonal, la unión de moléculas con sus sitios receptores en las membranas celulares y la inducción de la expresión de algunos genes.

## Lista de elementos para la vida
Tabla periódica de los elementos de la dieta
| H  |    |    |    |    |    |    |    |    |    |    |    |    |    |    |    |    |    | He |
| Li | Be |    |    |    |    |    |    |    |    |    |    |    | B  | C  | N  | O  | F  | Ne |
| Na | Mg |    |    |    |    |    |    |    |    |    |    |    | Al | Si | P  | S  | Cl | Ar |
| K  | Ca | Sc |    | Ti | V  | Cr | Mn | Fe | Co | Ni | Cu | Zn | Ga | Ge | As | Se | Br | Kr |
| Rb | Sr | Y  |    | Zr | Nb | Mo | Tc | Ru | Rh | Pd | Ag | Cd | In | Sn | Sb | Te | I  | Xe |
| Cs | Ba | La | *  | Hf | Ta | W  | Re | Os | Ir | Pt | Au | Hg | Tl | Pb | Bi | Po | At | Rn |
| Fr | Ra | Ac | ** | Rf | Db | Sg | Bh | Hs | Mt | Ds | Rg | Cn | Nh | Fl | Mc | Lv | Ts | Og |
| -- | -- | -- | -- | -- | -- | -- | -- | -- | -- | -- | -- | -- | -- | -- | -- | -- | -- | -- |
|    |    |    |    |    |    |    |    |    |    |    |    |    |    |    |    |    |    |    |
|    |    |    | *  | Ce | Pr | Nd | Pm | Sm | Eu | Gd | Tb | Dy | Ho | Er | Tm | Yb | Lu |    |
|    |    |    | ** | Th | Pa | U  | Np | Pu | Am | Cm | Bk | Cf | Es | Fm | Md | No | Lr |    |

| Los cuatro elementos básicos del organismo | Elementos importantes | Oligoelementos esenciales | No se sabe si funcionan en el organismo |

## Elementos esenciales
| Elemento de la dieta | Dosis diaria recomendada | Categoría     | Descripción | Dolencia por insuficiencia | Exceso               |
| -------------------- | ------------------------ | ------------- | --- | -------------------------- | -------------------- |
| Potasio              | 4700 mg                  | Esencial      | Es un electrolito sistémico y esencial en la regulación del ATP con el sodio. Las fuentes incluyen legumbres, piel de patata, tomates y plátanos. | Hipocalemia                | Hipercalemia         |
| Cloro                | 2300 mg                  | Esencial      | Es necesario para la producción de ácido clorhídrico en el estómago y también se requiere en algunas funciones celulares. La sal común es la fuente más común, al disociarse el cloruro de sodio en cloro y sodio. | Hipocloremia               | Hipercloremia        |
| Sodio                | 1500 mg                  | Esencial      | Es necesario en la regulación del ATP con el potasio. El marisco, la leche y las espinacas son fuentes de sodio, además de la sal. | Hiponatremia               | Hipernatremia        |
| Calcio               | 1300 mg                  | Esencial      | Es necesario para el músculo, el corazón, el aparato digestivo, la formación de huesos y la generación de nuevas células de sangre. Las fuentes más importantes de calcio son la leche, pescado, nueces y semillas. | Hipocalcemia               | Hipercalcemia        |
| Fósforo              | 700 mg                   | Esencial      | Es un componente de los huesos (apatita) y de las células además de formar parte de los procesos de obtención de energía. En contextos biológicos aparece como fosfato. | Hipofosfatemia             | Hiperfosfatemia      |
| Magnesio             | 420 mg                   | Esencial      | Es requerida para el procesamiento del ATP y para los huesos. El magnesio se encuentra en las nueces, en la soja y en la masa del cacao. | Hipomagnesemia             | Hipermagnesemia      |
| Zinc                 | 11 mg                    | Traza         | Es necesaria para producir varias enzimas: carboxypeptidasa, anhidrasa carbónica ... | Deficiencia de zinc        | Toxicidad por zinc   |
| Hierro               | 18 mg                    | Traza         | Forma parte de la molécula de hemoglobina y de los citocromos que forman parte de la cadena respiratoria. Su facilidad para oxidarse le permite transportar oxígeno a través de la sangre combinándose con la hemoglobina para formar la oxihemoglobina. Se necesita en cantidades mínimas porque se reutiliza, no se elimina. Fuentes de hierro son el hígado de muchos animales, semillas como las lentejas... | Anemia                     | Hemocromatosis       |
| Manganeso            | 2.3 mg                   | Oligoelemento | El manganeso tiene un papel tanto estructural como enzimático. Está presente en distintas enzimas, destacando el superóxido dismutasa de manganeso (Mn-SOD), que cataliza la dismutación de superóxidos. | Deficiencia de manganeso   | Manganismo           |
| Cobre                | 900 µg                   | Oligoelemento | Estimula el sistema inmunitario y es un componente de varias enzimas redox, incluyendo la citocromo c oxidasa. Puede obtenerse en los vegetales verdes, el pescado, los guisantes, las lentejas, el hígado, los moluscos y los crustáceos. | Deficiencia de cobre       | Enfermedad de Wilson |
| Yodo                 | 150 µg                   | Oligoelemento | Se necesita no solo para la síntesis de las hormonas tiroídeas, tiroxina y la triiodothironina y para prevenir la gota, además es probablemente antioxidante y tiene un papel importante en el sistema inmune. | Deficiencia de yodo        | yodismo              |
| Selenio              | 55 µg                    | Oligoelemento | El dióxido de selenio es un catalizador adecuado para la oxidación, hidrogenación y deshidrogenación de compuestos orgánicos. Factor esencial en la actividad de enzimas antioxidantes como el glutatión peroxidasa. | Deficiencia de selenio     | Selenosis            |
| Molibdeno            | 45 µg                    | Oligoelemento | Se encuentra en una cantidad importante en el agua de mar en forma de molibdatos (MoO42-), y los seres vivos pueden absorberlo fácilmente de esta forma. Tiene la función de transferir átomos de oxígeno al agua. También forma la xantina oxidasa, la aldehído oxidasa y el sulfito oxidasa. | Deficiencia de molibdeno   |                      |

Los siguientes elementos son considerados como oligoelementos:
- Boro. Mantenimiento de la estructura de la pared celular en los vegetales.
- Cromo. Potencia la acción de la insulina y favorece la entrada de glucosa a las células. Su contenido en los órganos del cuerpo decrece con la edad. Los berros, las algas, las carnes magras, las hortalizas, las aceitunas y los cítricos (naranjas, limones, toronjas, etc.), el hígado y los riñones son excelentes proveedores de cromo.
- Cobalto. Componente central de la vitamina B12.
- Cobre. Estimula el sistema inmunitario. Podemos obtenerlo en los vegetales verdes, el pescado, los guisantes, las lentejas, el hígado, los moluscos y los crustáceos.
- Flúor. Se acumula en huesos y dientes dándoles una mayor resistencia.
- Hierro. Forma parte de la molécula de hemoglobina y de los citocromos que forman parte de la cadena respiratoria. Su facilidad para oxidarse le permite transportar oxígeno a través de la sangre combinándose con la hemoglobina para formar la oxihemoglobina. Se necesita en cantidades mínimas porque se reutiliza, no se elimina. Su falta provoca anemia.
- Manganeso. El manganeso tiene un papel tanto estructural como enzimático. Está presente en distintas enzimas, destacando el superóxido dismutasa de manganeso (Mn-SOD), que cataliza la dismutación de superóxidos.
- Molibdeno. Se encuentra en una cantidad importante en el agua de mar en forma de molibdatos (MoO42-), y los seres vivos pueden absorberlo fácilmente de esta forma. Tiene la función de transferir átomos de oxígeno al agua.
- Níquel. Actúa como bio-catalizador, participa en el metabolismo de glúcidos, favorece la absorción de hierro y estabiliza el DNA y el RNA
- Selenio. El dióxido de selenio es un catalizador adecuado para la oxidación, hidrogenación y deshidrogenación de compuestos orgánicos.
- Silicio
- Vanadio. El vanadio es un elemento esencial en algunos organismos. En humanos no está demostrada su esencialidad, aunque existen compuestos de vanadio que imitan y potencian la actividad de la insulina.
- Yodo. El yodo es un elemento químico esencial. La glándula tiroides fabrica las hormonas tiroxina y triyodotironina, que contienen yodo.
- Zinc. El zinc es un elemento químico esencial para las personas: interviene en el metabolismo de proteínas y ácidos nucleicos, estimula la actividad de aproximadamente 100 enzimas, colabora en el buen funcionamiento del sistema inmunitario, es necesario para la cicatrización de las heridas, interviene en las percepciones del gusto y el olfato y en la síntesis del ADN.

Para otros elementos, como el litio, el estaño o el cadmio, su esencialidad no está totalmente aceptada; incluso de la anterior lista no está clara la esencialidad del bromo y el boro.
Hay otros elementos que están en una mayor cantidad en los seres humanos, por lo que no se les denomina elementos traza. En orden de abundancia (en peso) en el cuerpo humano: azufre, potasio, sodio, cloro y magnesio.
Los anteriores elementos son esenciales en seres humanos, se llaman microelementos y se encuentran en un 0,05 % a 1 %; hay elementos que solo lo son en unos determinados seres vivos. Por ejemplo, el wolframio es esencial en algunos microorganismos.
Cada elemento tiene un rango óptimo de concentraciones dentro de los cuales el organismo, en esas condiciones, funciona adecuadamente; dependiendo del elemento este rango puede ser más o menos amplio. El organismo deja de funcionar adecuadamente tanto por presentar deficiencia como por presentar un exceso en uno de estos elementos.
Funciones de los oligoelementos más importantes para nuestro organismo. El análisis breve de estos micro minerales y su importancia en el organismo humano.

### Cobalto
La función de este mineral está estrechamente ligada a la producción de testosterona y el sistema enzimático.
En la síntesis de los glóbulos rojos se requieren vitaminas, y en especial la vitamina B12. Esta vitamina (también llamada en términos médicos cobalamina, por presentar un núcleo formado por cobalto) es utilizada en todas las células, durante la reproducción celular.
De esta manera, se manifiesta la gran importancia que tiene el cobalto para la maduración y el crecimiento celular. Además el cobalto, siempre en unión con la vitamina B12, favorece la absorción intestinal del hierro y, como componente de algunas enzimas, interviene en la síntesis de proteínas. Así mismo, la vitamina B12 parece mejorar la absorción del yodo por la glándula tiroides.
Otras de sus funciones son: activar la combustión de los azúcares y bajar su concentración en el torrente sanguíneo, y regular el sistema nervioso, pues equilibra los sistemas simpático y parasimpático.
Las necesidades diarias de nuestro organismo de cobalto, es de un microgramo de vitamina B12. Esta cantidad se puede encontrar en el hígado, pues este generalmente reserva unas mil veces esta cantidad.

### Cobre
Dentro de las funciones principales de este oligoelemento está su participación en la síntesis de glóbulos rojos, asistiendo en la fijación del hierro en el pigmento rojo de la sangre (hemoglobina). De esta manera, el hierro no puede depositarse en la hemoglobina sin el concurso del cobre. Así, pues, una carencia de cobre produce anemia incluso en el caso de que el organismo disponga de suficiente hierro.
El cobre también es necesario para la formación de pigmentos y proporcionar un color lustroso a la piel y el cabello. La carencia de cobre contribuye a la aparición prematura de canas.
Este oligoelemento es preciso para el metabolismo de las proteínas, la formación del tejido conjuntivo normal y para la síntesis de los lípidos presentes en el cerebro. También se encuentra en la mayoría de los anticuerpos por lo que resulta de especial importancia para nuestro sistema inmunológico. Asimismo, el cobre favorece los procesos de curación y es responsable de la absorción óptima de la vitamina C.
Actualmente nuestros alimentos contienen menos cobre, que en tiempos pasados. No obstante, nuestras necesidades diarias se ven satisfechas gracias a una dieta variada compuesta de frutas, verduras, cereales o productos cárnicos. La leche materna y de vaca presenta cantidades muy pequeñas de cobre. Sin duda ésta es la razón, por lo que la naturaleza ha dispuesto que los lactantes nazcan con una reserva de cobre. Esta reserva está localizada en la piel del recién nacido y es de cinco a diez veces superior a la cantidad de cobre de un adulto, que le son suficiente durante los primeros seis meses de vida, hasta que el bebé inicia a comer por su propia cuenta. El recién nacido necesita cobre para la síntesis de enzimas y para la formación de los glóbulos de la sangre. Con la edad, la reserva de cobre va disminuyendo de forma progresiva.
La dosis cotidiana de cobre oscila entre los dos a tres miligramos.

### Cromo
El cromo se distingue por su papel destacadísimo en el metabolismo del azúcar. Constituye la molécula central de una sustancia llamada factor de tolerancia a la glucosa que incrementa el poder de la insulina. Por otra parte el FTG reduce la tasa de colesterol de la sangre.
El cromo tiene mucha relación con la insulina, una hormona segregada por el páncreas, ayudando a mantener el nivel de azúcar en la sangre. En otras palabras, se encarga de que el valor de azúcar en la sangre después de comer no aumente bruscamente, así como tampoco disminuya demasiado rápido.
La insulina y su contraria, la hormona glucagón, regulan conjuntamente el metabolismo de los lípidos. Por esta razón, el cromo también desempeña un papel muy importante con respeto al nivel de colesterol en la sangre. Asimismo, se considera que el cromo interviene en el crecimiento del feto, y tiene una influencia decisiva en la córnea ocular.
La cantidad de cromo necesaria diariamente oscila entre 0,05 y 0,2 miligramos.

### Flúor
Una de las funciones del flúor es endurecer el esmalte dental, reforzando de este modo su resistencia a las caries. También inhibe la acumulación de bacterias en la cavidad bucal, impidiendo la destrucción de los dientes.
La falta de flúor es responsable por la inestabilidad de los huesos y fomenta la osteoporosis.
Estudios realizados en los Estados Unidos imputan al flúor la responsabilidad de la enfermedad de Alzheimer, por lo que debe cuidarse de su exceso.
La dosis diaria de flúor es de un miligramo.

### Hierro
Nuestro organismo necesita hierro para la síntesis del pigmento de la sangre. Tenemos aproximadamente un kilo de hemoglobina en nuestro organismo. Como en un proceso de reciclaje, se utiliza de forma continua a fin de renovar las células sanguíneas cada 120 días.
Sin el hierro no es posible el trasplante de oxígeno de los pulmones hasta los diferentes órganos, como el corazón, los músculos, el hígado o el cerebro. La glándula tiroides, el sistema nervioso central, el control de la temperatura corporal y las defensas frente a los microorganismos no pueden funcionar sin el hierro.
Este oligoelemento es indispensable para algunas funciones del cerebro, como la capacidad de aprendizaje. Se encuentra en las enzimas del metabolismo oxidativo de la cadena respiratoria en la que participa en los procesos de combustión de las sustancias nutritivas, incrementa las resistencias ante las enfermedades, previene los estados de fatiga, cura y previene contra la anemia derivada de una carencia de hierro. Y es muy saludable para la piel, el cabello y las uñas.
La dosis diaria precisa para un adulto es entre 12 y 20 miligramos, aunque debemos tener presente que el niño hasta los seis meses de edad, almacena en su organismo el hierro que ha recibido de la madre. Trascurrido este primer semestre el niño necesita recibir hierro de fuente vegetal ya que es conocido el hecho de que la leche es pobre en este mineral, lo que hace recomendable, después del primer semestre de vida del niño, la utilización de zumos de hortalizas, caldos de legumbres, cereales, yema de huevos, etc.

### Manganeso
Es uno de los oligoelementos indispensables para la vida, toda vez que es uno de los materiales que el organismo utiliza para fabricar sus enzimas. Si las hembras de los mamíferos carecen de suficiente manganeso, abortan o dan a luz pequeñuelos que mueren por ser incapaces de mamar.
Este elemento ayuda al páncreas en su función y en el correcto uso de la glucosa. Es un componente de los huesos, es el pigmento que une al calcio, magnesio y fósforo. Es parte activa en producción de tiroxina y de las hormonas sexuales. Tiene importancia en la producción de colesterol y en la desintegración y formación de grasas. Fortalece el cartílago de los huesos y los puntos donde los músculos se unen con los huesos.
Es un componente del sistema nervioso. Funciona sobre las enzimas para la absorción de vitamina B1, biotina, vitamina C y colina, también en la prevención de la esterilidad, mejora la memoria, la concentración y reduce el estrés.
Se estima la necesidad diaria de este elemento en unos 2 a 3 miligramos.

### Molibdeno
El molibdeno es un oligoelemento que actúa decisivamente en la prevención de la gota, así como en la concentración de ácido úrico en el organismo. Es responsable de que los productos de desecho resultantes de las proteínas se transformen en ácido úrico y de que sean excretados. De esta manera, impide que se produzcan depósitos molestos de cristales de ácido úrico en las articulaciones, las cápsulas cenobiales y los tendones.
El molibdeno activa las enzimas hepáticas que, por ejemplo, degradan el alcohol. Debido a su propiedad neutralizante, tiene una acción favorable sobre el sistema inmunológico en nuestras defensas ante infecciones y alergias.
El molibdeno también libera hierro para el transporte de oxígeno en la sangre, y resulta decisivo en el metabolismo del azufre en el organismo, contribuyendo así a la formación de nuevas células cutáneas. Además actúa como ralentizador natural del proceso de envejecimiento y colabora estrechamente con el flúor dentro de nuestro organismo, en el que contribuye a mantener sano el esmalte dental y al depósito de calcio en los huesos.
No se conoce con exactitud la cantidad diaria precisa de este oligoelemento. Pero se piensa, no obstante, que un aporte diario entre los 150 y los 500 microgramos resulta suficiente.

### Níquel
Sus funciones son las de incrementar la acción de diferentes hormonas, como por ejemplo, la insulina, la hormona que regula la glucosa existente en la sangre. Ejerce una acción estabilizadora en la coagulación de la sangre y activa una serie de enzimas que participan en el metabolismo de los hidratos de carbono y en la obtención de energía. También favorece la absorción del hierro y disminuye la acción de la adrenalina, la hormona del estrés.
Todavía no se disponen de datos exactos acerca de las necesidades diarias de este oligoelemento. Se cree que el aporte diario de un adulto podría oscilar entre 0.2 y 0.9 miligramos.

### Selenio
El selenio, al ser un componente de la enzima glutatión peroxidasa, de modo parecido a la vitamina E, protege al organismo de los radicales libres: Sustancias presentes en los alimentos y en el medio ambiente que en el organismo reacciona con el oxígeno transformándose en partículas agresivas y altamente reactivas. Esta naturaleza agresiva de los radicales tiene su razón de ser, ya que cuando estos se sitúan dentro de los fagocitos, ayudan a atacar y destruir los agentes patógenos capturados por esta célula. Sin embargo, los radicales libres no solo atacan contra microorganismos nocivos, sino que también destruyen células sanas, e incluso llegan a penetrar en el núcleo celular. Las células entonces pueden morir, o bien presentar una posibilidad de que se conviertan en células cancerosas.
El selenio protege al organismo no solo de radicales libres, sino también de radiaciones ambientales perjudiciales e infecciones vírales y bacterianas, reforzando así nuestro sistema de defensas. Actúa contra las alergias químicas, aumenta la fertilidad y favorece la función celular hepática, muscular y pancreática. En unión con la vitamina E, ayuda al cuerpo a eliminar elementos tóxicos como el plomo, cadmio y mercurio.
Las investigaciones están demostrando que hay una relación inversa entre contraer cáncer y la cantidad de selenio en el cuerpo; se descubrió que los enfermos de cáncer tienen un nivel muy bajo de selenio en la sangre. Por otra parte, en regiones que no tienen mucho selenio en su alimentación, se encontró tres veces más enfermedades hepáticas, cardíacas y trastornos reproductivos, que en zonas que consumen mucho selenio.
La necesidad diaria del oligoelemento se sitúa entre 0,05 a 0,15 miligramos para un adulto. La vitamina E ingerida en la alimentación hace disminuir sensiblemente la necesidad de selenio.

### Silicio
Este mineral puede fortalecer los huesos e imprime rapidez en la consolidación de fracturas. Así como también colabora en la buena función cutánea, de uñas y de cabellos.
También ayuda con la filtración debido a la falta de este mineral.

### Yodo
Es utilizado por la glándula tiroides para fabricar la tiroxina u hormona tiroidea, que es un aminoácido descubierto por Kindall y de cuya molécula forma parte el yodo.
Por escasez de yodo, esta glándula no puede sintetizar dicha hormona, la cual desempeña una importante función en el desarrollo del organismo, por una parte, y, por otra, en la regulación del metabolismo, en otras palabras, el conjunto de intercambios físicoquímicos necesarios para la oxidación celular, la combustión, la desintoxicación y la circulación a nivel de los tejidos del organismo.
Existe cierta relación entre el yodo y la vitamina A. Esta vitamina frena la actividad de la glándula tiroides y disminuye la necesidad de yodo. Por su parte, la glándula tiroides interviene en el proceso de transformación en la mucosa intestinal del caroteno en vitamina A.
La necesidad diaria de este metaloide para satisfacer la síntesis de la hormona tiroidea y cubrir las pérdidas diarias por excreción ha sido estimada en 2 microgramos por kilo de peso corporal, esto es 140 microgramos para 70 kilos de peso. Aunque algunos autores extiende esta necesidad hasta los 0.2 miligramos diarios.

### Zinc
Actúa en cierto modo como un policía de tráfico que vigila y regula el transcurso de los procesos del organismo, así como la conservación del sistema enzimático y de las células.
Es componente de al menos 160 enzimas y hormonas, regula el correcto funcionamiento del metabolismo de proteínas y los lípidos. Participa en la formación de la insulina, es de vital importancia para el sistema inmunológico y estabiliza la membrana celular. Este elemento actúa, así mismo como regulador de la actividad de la próstata; en otras palabras, disponer de la suficiente cantidad de zinc garantiza la fertilidad en el hombre y, por lo tanto, su capacidad de reproducción.
El zinc mejora las propias defensas del organismo, en especial a medida que envejecemos. Favorece el crecimiento de tejidos, sobre todo el del cabello. Reacciona con metales pesados como el cádmico, el plomo o el mercurio, con la que anula su toxicidad. Asimismo se encarga del transporte y la absorción de la vitamina A.
Recientemente se han descubierto algunos datos curiosos sobre su gran importancia en las funciones cerebrales.
Las necesidades del organismo humano en lo que respecta al zinc se sitúan en alrededor de 15 miligramos para adolescentes y adultos.